# 金邊國家奧林匹克體育場
奧林匹克體育場是一座位於柬埔寨金邊的綜合體育場。可容納50000人，但可擴充到80000人。